# Red Rock Pass
Red Rock Pass (Nederlands: Roderotspas) is een lage, 3 km brede bergpas in het oosten van de Amerikaanse staat Idaho op een hoogte van 1458 m.
Op deze plaats, ongeveer 14 500 jaar geleden, begaf de oever van Lake Bonneville. De oever was gevormd door een aantal elkaar overlappende puinwaaiers. Geologen stellen dat tijdens de eerste weken 4 200 km³ water wegvloeide via de Snake. Het waterniveau van het meer zakte daardoor met 105 m. De uitstroom hield vermoedelijk een jaar aan.
Ooit lag de pas 100 m hoger, op de hoogte van Lake Bonneville tijdens het Pleistoceen.